# Proot
Proot 是用户态的Chroot实现，允许用户在没有超级用户权限时运行一套拥有模拟的Root权限的Linux环境。与传统虚拟环境（如QEMU）的区别在于，Proot可以直接访问真机的文件系统。

## 应用
- 在未提供原生超级用户权限的环境（如安卓手机）执行一些需要超级用户权限的应用程序[4]。
- 快速运行一个其他Linux发行版，甚至运行为其他CPU架构编译的发行版[5]。

## 限制
- 由于并非是真实的超级用户权限，所以部分操作（如向/proc/sys目录写入）无法完成。
- 并且由于Proot通过ptrace（英语：ptrace）来截获系统调用以达到其效果[6]，所以Proot的速度较原生Root和Chroot更慢[7]。

## 原理
Proot通过ptrace来截获系统调用以达到模拟一个带有超级用户权限的Linux，并且，Proot还通过用户模式的QEMU来执行其他架构的发行版。

## 衍生产品
- Proot-distro：Termux开发的一款快速使用该工具的工具，允许用户从仓库直接下载一些发行版并一键运行[8][4]。